# Beaucoup Fish
Beaucoup Fish è il quinto album in studio del gruppo musicale britannico Underworld, pubblicato il 1º marzo 1999.

## Tracce
Testi e musiche di Karl Hyde e Rick Smith, eccetto dove indicato.
1. Cups – 11:45
2. Push Upstairs – 4:34
3. Jumbo – 6:57
4. Shudder/King of Snake – 9:30 (Underworld, Bellotte, Moroder, Summer)
5. Winjer – 4:30
6. Skym – 4:07
7. Bruce Lee – 4:43
8. Kittens – 7:30
9. Push Downstairs – 6:03
10. Something Like a Mama – 6:37
11. Moaner – 7:38